# Campeonato Paraguayo de Fútbol 1914
El Campeonato Paraguayo de Fútbol de 1914 fue la octava edición del principal torneo de fútbol de Paraguay.
El torneo fue disputado por 6 equipos, debido a la aparición de la Liga Centenario.
El campeón del torneo fue el Club Olimpia quienes vencieron a Cerro Porteño en una definición luego de finalizar empatados en la tabla de posiciones de la fase regular.
Durante está temporada y hasta 1917 la liga convivió con la Liga Centenario un torneo formado por clubes disidentes y no inscritos en el Campeonato Paraguayo.

## Desarrollo
|  | Finalistas. |

| Equipo              |
| ------------------- |
| Club Cerro Porteño  |
| Club Olimpia        |
| Club Sol de América |
| Club Nacional       |
| Club Guaraní        |
| Club River Plate    |

### Final
| 1914 | Club Olimpia | 2 - 2 | Club Cerro Porteño |  |  |

| 1914 | Club Olimpia | 1 - 1 | Club Cerro Porteño |  |  |

| 1914 | Club Olimpia | 3 - 2 | Club Cerro Porteño |  |  |

| Bandera de Paraguay  |
| Campeón Club Olimpia |
| Segundo título       |